# Ludwig Arnold (Jurist)
Nikolaus Ludwig Arnold (* 3. Juni 1798 in Eschwege; † 4. Dezember 1886 in Kassel) war ein deutscher Jurist und Oberbürgermeister von Kassel.

## Familie
Arnolds Eltern waren der Zollkommissar Johannes Arnold und Katharina Elisabeth (von) Heppe. Er heiratete 1825 Maria Dorothee Juliane Ernst (1804–1854), die Tochter des Hofpredigers Christoph Friedrich Wilhelm Ernst. Sein Bruder Wilhelm Arnold war Professor der Rechte in Marburg; eine Cousine von ihm war die Pädagogin Wilhelmine Halberstadt und seine Schwägerin heiratete Ludwig Emil Grimm.

## Leben und Werdegang
Arnold studierte von 1815 bis 1818 Rechtswissenschaft in Universität Göttingen und Universität Marburg, wurde anschließend Advokat und danach Prokurator in Rotenburg an der Fulda. Nach gut zwei Jahren als Aktuar wirkte er als Landgerichtsassessor in Borken und Homberg/Efze. Seit 1828 war er Justizbeamter in Naumburg und von 1831 bis 1838 Stadtgerichtsassessor in Kassel. 1838 berief ihn die Regierung zum Obergerichtsrat in Hanau, zwei Jahre später in Kassel. Im September 1842 wurde er zum Oberbürgermeister von Kassel gewählt und behielt dieses Amt bis zum Januar 1848 inne. Dann wurde er als Regierungsrat zum Mitglied der Direktion der Friedrich-Wilhelms-Nordbahn berufen. 1851–1878 war er Mitglied der Direktion der kurhessischen Landeskreditkasse und seit 1860 als Geheimer Regierungsrat zugleich Mitglied der Direktion der Zivil-Witwen- und Waisenkasse. Er war von 1842 bis 1848 Abgeordneter der kurhessischen Ständeversammlung und von 1842 bis 1844 deren Vizepräsident.